# Emil Paul Tscherrig
Emil Paul Tscherrig (nascut el 3 de febrer de 1947) és un prelat suís de l'Església catòlica que ha desenvolupat la seva carrera al servei diplomàtic de la Santa Seu. Va esdevenir arquebisbe l'any 1996 i des de llavors ha ocupat càrrecs com a nunci apostòlic a diversos països, el més recent a Itàlia i San Marino.
El papa Francesc el va crear cardenal el 30 de setembre de 2023.

## Biografia
Va néixer a Unterems el 3 de febrer de 1947 el més gran de vuit fills. Va ser ordenat sacerdot l'11 d'abril de 1974 per a la diòcesi de Sion.
Va entrar al servei diplomàtic de la Santa Seu l'any 1978. A més d'encàrrecs a l'estranger, també va treballar a Roma a la Secretaria d'Estat de 1985 a 1996, ajudant en els preparatius dels viatges internacionals del Papa Joan Pau.
El 4 de maig de 1996, el papa Joan Pau II el va nomenar arquebisbe titular de Voli i el va nomenar nunci apostòlic a Burundi. Va rebre la seva consagració episcopal de mans del cardenal Angelo Sodano el 27 de juny.
El 8 de juliol de 2000, Joan Pau el va nomenar delegat a les Antilles i nunci a Trinitat i Tobago, Dominica, Jamaica, Granada, Guyana, Saint Lucia, Saint Vincent and Grenadines, i les Bahames. El 20 de gener de 2001, John Paul el va nomenar nunci a Barbados, Antigua i Barbuda i Surinam també. L'1 de juny de 2001, també va ser nomenat nunci a Saint Kitts i Nevis.
El 22 de maig de 2004 va ser nomenat nunci a Corea i el 17 de juny també nunci a Mongòlia.
El 26 de gener de 2008 el papa Benet XVI el va nomenar nunci a Suècia, Dinamarca, Finlàndia, Islàndia i Noruega.
El 5 de gener de 2012 va ser nomenat nunci a l'Argentina. La nit de la seva elecció al papat, el papa Francesc va trucar a Tscherrig per demanar-li que informés la jerarquia i la comunitat catòlica argentina que podien perdre la seva investidura com a bisbe de Roma i, en canvi, realitzar un acte de caritat amb els diners que farien. han gastat.
El 12 de setembre de 2017, el papa Francesc el va nomenar nunci a Itàlia i San Marino. Va ser el primer no italià que va ocupar el càrrec de nunci apostòlic a Itàlia.
El 9 de juliol de 2023, el papa Francesc va anunciar que tenia previst nomenar-lo cardenal en un consistori previst per al 30 de setembre. En aquell consistori va ser nomenat cardenal diaca de San Giuseppe al Trionfale.